# Єремеєв Володимир Степанович
Володимир Степанович Єремеєв (рос. Владимир Степанович Еремеев, 20 травня 1929 — пом.2002) — радянський футболіст, що грав на позиції воротаря. По завершенні ігрової кар'єри — радянський футбольний тренер.

## Клубна кар'єра
Володимир Єремеєв розпочав виступи в командах майстрів у 1949 році в команді класу «Б» «Авангард» зі Свердловська. У 1950 році він став гравцем команди вищої ліги «Шахтар», проте зіграв у команді лише в одному кубковому матчі. На початку 50-х років Єремеєв грав у складі команд класу «Б» «Хімік» (Москва) і «Спартак» (Калінін). У 1956 Володимир Єремеєв став гравцем новачка вищої ліги «Буревісник» із Кишинева, який пізніше перейменований на «Молдова». У команді воротар виступав протягом 5 років, за які він зіграв 61 матч у вищій лізі. Улітку 1960 року футболіст перейшов до складу команди класу «Б» «Шинник» із Ярославля, в якому наступного року завершив кар'єру футболіста.

## Кар'єра тренера
Відразу після завершення виступів на футбольних полях Володимир Єремеєв розпочав тренерську кар'єру. У 1962 році він став старшим тренером команди класу «Б» «Волинь» з Луцька. у першому сезоні з новим тренером луцька команда виступила невдало, зайнявши останнє місце в своїй зоні та передостаннє у фінальному турнірі українських команд класу «Б». Наступного року результати команди не надто покращились, та й у сезоні 1964 року команда виступала не надто вдало, чергуючи вдалі матчі із провальними. що й стало причиною відставки Єремеєва з поста старшого тренера по закінченні сезону 1964 року. Наступні два роки тренер очолював «Будівельник» із Ашхабада. у 1967—1968 роках Володимир Єремеєв очолював «Спартак» із Гомеля. Надалі у 1969—1973 роках із перервою колишній воротар очолював рязанський «Спартак». У 1974 році кілька місяців очолював клуб «Андижан», а в 1975—1976 роках Володимир Єремеєв очолював команду «Текстильник» (Іваново).
Помер Володимир Єремеєв у 2002 році.